# تعرضية معرفية
تعرضية معرفية (بالإنجليزية: cognitive vulnerability) في سياق علم النفس المعرفي هي اعتقاد خاطئ، أو انحياز معرفي، أو نمط تفكير يجعل الفرد عرضة لمشاكل نفسية. تكون التعرضية موجودة قبل أن تبدأ أعراض الاضطراب النفسي بالتظاهر. بعد تعرض الفرد لتجربة مكربة، تشكل التعرضية المعرفية استجابة  لا تكيفية تزيد إمكانية حدوث اضطراب نفسي.
في علم نفس الأمراض، توجد وجهات نظر متعددة يُعاين من خلالها مناشئ التعرضيات المعرفية، فهو مسارٌ يتضمن نماذج المخططات المعرفية، ونماذج فقدان الأمل، ونظرية التعلق. انحياز الانتباه هو إحدى الآليات التي تؤدي إلى الانحياز المعرفي المعيب ما يؤدي إلى التعرضية المعرفية. يعتمد منح مستوى خطر ما تهديدًا على إلحاح أو شدة العتبة. ولا يكون القلق متعلقًا بالتوجه الانتقائي.

## نظريات

### النظرية المعرفية
تساهم الأسباب المبدئية أو «البعيدة» في تشكيل التعرضية المعرفية مؤدية في النهاية -عن طريق الأسباب الآنية أو التقريبية- إلى ظهور الأعراض الفردية للاضطراب. تستدعي الاستجابات المعرفية والعاطفية الآنية التصورات والافتراضات المتشكلة في الماضي مؤديةً إلى سلوك تعويضي ووقائي يعزز بدوره المعتقدات الخاطئة أو التعرضيات المعرفية الأخرى.

### نظرية التعلق
يحدد التواصل مع مقدمي الرعاية عملية تعلق محددة. عندما يُخرّب التعلق الآمن ويتحول إلى تعلق غير آمن، تبدأ عندها نماذج اللاقياسية ما يزيد خطر الاكتئاب. تبني نماذج العمل إدراكات حسية عن العلاقات مع الآخرين. تحصل التعرضية المعرفية عن طريق عملية معرفية لا تكيفية عند بناء العلاقات والتعلق.

## علاقة الاستعداد والضغط
يساهم الاستعداد في حدوث التعرضية. يشير مصطلح الاستعداد إلى الميل لحدوث الاضطرابات. في العلاقة ما بين الاستعداد والضغط، تُفعَّل التعرضية المخفية عندما يتعامل الفرد مع الأحداث على أنها ضغط. تشير التعرضية في السياق النفسي إلى زيادة احتمال الألم العاطفي وبعض أنواع علم نفس الأمراض. يمكن للتعرضية أن تكون مزيجًا من التجارب الجينية والمكتسبة أو تفاعلًا فيما بينها. تؤدي التعرضية إلى التعامل مع أمر غير سار وتتظاهر بأعراض اضطرابات نفسية متعددة. تؤهب التعرضية إصابة الأفرد باضطراب ما، ولكنها لا تكون سببًا لذلك. يؤدي الاستعداد إلى اضطراب نفسي معين، بالاعتماد على إدراك الفرد الحسي الذاتي لحدث ما.

## المشاكل النفسية

### الاكتئاب
تصبح إشارات تطابق المزاج الانتقائية راسخة  على فترات طويلة. تخلق المنبهات العاطفية المتوافقة مع المخاوف العاطفية تأثيرًا إجماليًا على الأعراض المرتبطة بالاكتئاب. يتعلق الاكتئاب بالتوجه الانتقائي. إذ يمنع الانتباه إزاء التلميحات العاطفية التي لا تتلائم مع التدبير الداخلي لمخطط والتي يمكن أن تلحق الأذى بالفرد نفسه، ما يؤدي في النهاية للإصابة بالقلق المشترك. عندما يُطلب استذكار أحداث معينة من الأفراد المعرضين لإصابة بالاكتئاب، يقومون بشرح الترتيب العام للأحداث (على سبيل المثال، «الوقت الذي كنت أعيش فيه مع والدي»).

#### نموذج المعالجة المزدوجة
تطبق آليات المعالجة الترابطية والتأملية عندما تتحول التعرضية المعرفية إلى اكتئاب. يكون نموذج المعالجة المزدوج مطبقًا في علم نفس الشخصية وعلم النفس الاجتماعي ولكنه لا يلائم الظواهرالعيادية. يوفر الانحياز السلبي للتقييم الذاتي أساسًا للتعرضية المعرفية للاكتئاب. فتتكون دوامة تخلق أشكالًا من الانزعاج. تحافظ هذه المعالجة الترابطية السلبية على حالة من المزاج المنزعج. ومع تصاعد الحالة المزاجية المنزعجة، تُستنزف الموارد المعرفية الضرورية لمكافحة الانزعاج عن طريق المعالجة التأملية. تتبادر المهام غير المرتبطة والأفكار المتطفلة إلى الذهن عندما يساهم المزاج المنزعج ونفاذ الموارد المعرفية أكثر في تصعيد المزاج.

##### حلقة ارتجاعية
تقع الحلقة الارتجاعية في نموذج المعالجة الازدواجية ما بين المعرفة ذاتية المرجع والانزعاج. تتسبب الحلقة الارتجاعية بعدم قدرة على  تطبيق المعالجة التأملية لتصحيح الانحيازات السلبية.